# Système éducatif en Islande
 (août 2012).
Si vous disposez d'ouvrages ou d'articles de référence ou si vous connaissez des sites web de qualité traitant du thème abordé ici, merci de compléter l'article en donnant les références utiles à sa vérifiabilité et en les liant à la section « Notes et références ».
Le système éducatif islandais est fondé sur le système américain[réf. nécessaire]. Il comprend quatre niveaux : la maternelle, le primaire, l'enseignement secondaire et les études supérieures. L'éducation est obligatoire pour les enfants de six à seize ans[réf. nécessaire].  L'État finançant la plupart des organisations, il n'existe pas d'écoles privées en Islande.

## Contexte
Selon le Ministère de l'éducation, de la culture et des sciences islandais : 

« Un principe fondamental du système éducatif islandais est que tout le monde doit avoir les mêmes chances d'avoir une éducation, indépendamment du sexe, de l'état économique, de l'emplacement résidentiel, de la religion, de la possibilité d'un handicap, ou du contexte culturel ou social. »

La responsabilité de l’organisation du système éducatif revient au Ministère de l'Éducation, la Science et la Culture.  Depuis longtemps, le système éducatif est décentralisé, et la responsabilité pour les écoles maternelles et les institutions secondaires inférieures est du ressort des administrations territoriales.
Le Ministère édicte les directives au niveau national pour le contenu du cursus.  Le Centre National des Ouvrages Éducatifs publie les ouvrages éducatifs et les fournit gratuitement aux différentes institutions.  Enfin, l’Institut National des Tests Scolaires réalise les questionnaires d’examen et s’occupe de la correction et l’attribution des points aux élèves.
On trouve en tout 192 institutions de l'éducation obligatoire, 42 de l'éducation secondaire supérieure, et 9 pour les études supérieures.

## Histoire
C'est en 1056, à Skálholt, que fut fondé le plus ancien Gymnasium d'Islande, le Menntaskólinn í Reykjavík. Celui-ci fut déplacé à Reykjavik en 1786 mais dut déménager à nouveau à Bessastaðir en 1805 à cause des mauvaises conditions de logement. Depuis 1846, l'école occupe le même emplacement à Reykjavik où un nouveau bâtiment a été construit.
L'Université d'Islande a été la première institution d'études supérieures à être créée le 17 juin 1911. Trois écoles, Prestaskólinn, Læknaskólinn et Lagaskólinn, enseignant respectivement la théologie, la médecine et le droit, ont fusionné pour lui donner naissance. Au début, l'université n'enseignait donc que ces trois matières auxquelles s'ajouta la littérature. Son premier recteur fut Björn M. Ólsen, lui-même professeur de Lettres.